# Johann Caspari
Johann Caspari, ab 1951 John Caspari (geboren 10. Februar 1888 in Berlin; gestorben 26. November 1984 in San Francisco; Pseudonym Karl Johannsen) war ein deutscher Politiker (SPD), Landeshauptmann der preußischen Provinz Grenzmark Posen-Westpreußen (1922–1933) und Hochschullehrer in den Vereinigten Staaten.

## Leben und Tätigkeit
Caspari war ein Sohn des kaufmännischen Angestellten Siegbert Caspari (1848–1928) und seiner Frau Wada, geb. Silbermann (1857–1888). Nach dem Schulbesuch studierte Caspari von 1906 bis 1910 Rechts- und Wirtschaftswissenschaften in Berlin. Auf das Abschlussexamen musste er aus finanziellen Gründen verzichten. 1916 promovierte er in Greifswald mit einer Arbeit über den Erfüllungstatbestand zum Dr. jur. Von 1911 bis 1918 arbeitete Caspari abends, nach seiner Ausbildung bzw. regulären Arbeit, als Repetitor.
1915 nahm er kurzzeitig als Kriegsfreiwilliger am Ersten Weltkrieg teil, anschließend war er von 1915 bis 1919 beim Vormundschaftsgericht in Berlin tätig, zuletzt als stellvertretender Behördenleiter. Politisch war er seit 1916 in der Sozialdemokratischen Partei organisiert.
Nach dem Ausbruch der auf den militärischen Zusammenbruch Deutschlands im Ersten Weltkrieg folgenden Novemberrevolution von 1918 wurde Caspari 1919 Vorsitzender des Arbeiterrates der Berliner Stadtbediensteten. Ebenfalls 1919 übernahm er die Leitung des Jugendamtes in Neukölln. Während dieser Zeit gründete er zusammen mit Marie Juchacz die Arbeiterwohlfahrt, zu deren geschäftsführendem Ausschuss er gehörte.
1920 war Caspari als besoldeter Stadtrat von Brandenburg erstmals Träger eines politischen Amtes. Anschließend amtierte er von 1921 bis 1922 als Zweiter Bürgermeister von Brandenburg an der Havel. Daneben wirkte er als kommissarischer Hilfsarbeiter im Reichsministerium des Innern bei der Vorbereitung des Reichsjugendwohlfahrtsgesetzes mit.
Von 1922 bis 1933 amtierte Caspari dann als Landeshauptmann der Provinz Grenzmark Posen-Westpreußen in Schneidemühl. Von 1926 bis 1928 gehörte er dem Preußischen Staatsrat als stellvertretendes Mitglied an und war anschließend bis 1933 ordentliches Mitglied des Preußischen Staatsrates. Als überzeugter Republikaner gehörte er auch dem Reichsbanner Schwarz-Rot-Gold an.
Nach der Machtergreifung der Nationalsozialisten im Frühjahr 1933 wurde Caspari aufgrund seiner jüdischen Herkunft aus dem Staatsdienst entlassen. Gemäß den Bestimmungen des Berufsbeamtengesetzes wurde ihm seine Pension aberkannt. Gleichzeitig mit der Enthebung von seinem Posten als Landeshauptmann der Provinz Grenzmark Posen-Westpreußen verlor er auch seinen Sitz im Preußischen Staatsrat.
Als prominenter NS-Gegner sah Caspari sich auch abseits seiner Verdrängung aus dem Staatsdienst nach 1933 schweren Bedrohungen ausgesetzt. Um einer bevorstehenden Entlassung zuvorzukommen, begab er sich am 25. Juni 1933 für einige Tage in das damals noch nicht zum deutschen Reich gehörende und damit noch nicht unter nationalsozialistischer Kontrolle befindliche Saargebiet. Von Juli 1933 bis Februar 1934 lebte Caspari in Paris. Anschließend wurde er auf Vermittlung von Albert Grzesinski als Deutschlandsachverständiger bei tschechoslowakischen Regierungsstellen in Prag beschäftigt. Während der folgenden Jahre, in denen er von der Tschechoslowakei aus gegen den NS-Staat arbeitete, unterhielt er enge Kontakte zur Sopade, insbesondere zu Otto Wels. Für die Zeitschrift Echo de Paris war er Sonderberichterstatter über die Aufrüstung der Wehrmacht.
Aufgrund seiner anhaltenden Betätigung gegen das NS-System geriet Caspari als Emigrant bald ins Visier der nationalsozialistischen Polizeiorgane: Am 27. Oktober 1937 wurde er zusammen mit seinen Kindern in Deutschland ausgebürgert und dieser Schritt im Reichsanzeiger bekannt gegeben. Im Frühjahr 1940 setzte das Reichssicherheitshauptamt in Berlin, das ihn irrtümlich in Großbritannien vermutete, Caspari auf die Sonderfahndungsliste G.B., ein Verzeichnis von Personen, die im Falle einer erfolgreichen deutschen Invasion Großbritanniens durch die Sonderkommandos der SS-Einsatzgruppen mit besonderer Priorität ausfindig gemacht und verhaftet werden sollten.
Nach dem Münchner Abkommen und der damit verbundenen der deutschen Annexion der Sudetengebiete im September 1938 floh Caspari nach Paris, wo er bis zum Ausbruch des Zweiten Weltkriegs als Mitarbeiter bei deutschsprachigen Sendungen von Radio Straßburg arbeitete.
Ab Frühjahr 1940 war Caspari zusammen mit Erich Ollenhauer Vertreter der Sopade im Landesausschuss Frankreich der Auslandsvertretung der Deutschen Gewerkschaften (ADG). Ende März 1941 gelangte Caspari mit einem US-Notvisum von Marseille nach New York. Dort war er zunächst erwerbslos. 1942/1943 verdiente er seinen Unterhalt als Fabrikarbeiter.
Von September 1943 bis April 1945 war Caspari im Office of Intelligence Collection and Dissemination des OSS tätig, anschließend bis Juli 1946 in der Division of Biographical Information des OSS bzw. des State Department.
Im Januar 1947 erhielt Caspari eine Anstellung bei der Howard University in Washington, wo bis zu seiner Emeritierung im Jahr 1953 als Assistant Professor für Deutsch lehrte. 1951 wurde er in die USA eingebürgert.
1969 wurde er in Anerkennung seiner Verdiente um die von ihm mitbegründete Arbeiterwohlfahrt mit der Marie-Juchacz-Plakette ausgezeichnet.

## Familie
In erster Ehe war Caspari seit 1915 mit der Modezeichnerin Frieda Lemke (1890–1974) verheiratet. Diese Ehe wurde 1938 geschieden. Seit 1944 war er in zweiter Ehe mit Elizabeth Haberl (1899–1968) verheiratet. Die dritte, 1969 geschlossene Ehe mit Elisabet Moses (* 1904) wurde 1970 geschieden.
Aus der ersten Ehe stammten die Töchter Ilse Rassam (* 1920) und Ursula Wells (* 1922).

## Schriften
- Der Erfüllungstatbestand. 1916 (Dissertation)
- Gestapo v Praze. Prag 1936 (unter dem Namen Karl Johannsen)[4]